# Mateu Florimon de Montcada i de Vilaragut
Mateu Florimon de Montcada i de Vilaragut   (1424 - Castell d'Aitona, 23 de juny de 1485) va ser un noble del casal de Montcada, senyor d'Aitona i altres poblacions.
Va néixer el 1424. Fill de Pere de Montcada i de Luna, senyor de les baronies de Vilamarxant i de Llagostera, i de Joana de Vilaragut. Va casar-se el 1443 amb la seva cosina, Orfresina de Montcada, filla de Guillem Ramon de Montcada, baró d'Aitona. El matrimoni va ser acordat a canvi del nomenament de Mateu com a hereu universal del seu oncle, per tal que l'herència no sortís de la família Montcada, cosa que va permetre a Mateu accedir el 1455 a les possessions peninsulars i italianes de la casa d'Aitona. Va esdevenir, entre d'altres títols, senyor de les baronies d'Aitona, Mequinensa, Artesa i Seròs.
Des de 1341, aquesta casa es regia per agnació, tanmateix, Guillem Ramon havia tingut un fill d'una relació extramatrimonial, Llorenç de Montcada, no reconegut pel seu pare, que va oposar-se a l'herència i va iniciar un litigi sol·licitant el reconeixement com a hereu, que va iniciar un conflicte dintre de la família. A la pràctica es va iniciar una bandositat entre Mateu i Orfresina i Llorenç, que va suposar l'ocupació de viles de la senyoria per part de Llorenç, assassinats, i també van pressionar les autoritats de Lleida perquè donés suport a les seves aspiracions, ocupant llocs dependents de la Seu de Lleida i organitzant una galera de bandolers que recorria l'Ebre i el Segre atacant el comerç de la regió.
Durant la Guerra Civil catalana va donar suport al bàndol reialista. Joan II el va nomenar el seu conseller, majordom i mariscal o senescal. Va dur a terme la conquesta de Flix (1464) i va col·laborar en la presa de Lleida. A més, va aprofitar la guerra per enfrontar-se amb Llorenç de Montcada, que donava suport al bàndol contrari, i que finalment va morir durant el transcurs de la batalla de Calaf (1465).
El 1483 va morir Orfresina, que no va deixar-li fills. No va estar vidu gaire temps, poc després va casar-se en segones noces amb Elionor de Vilarrasa, però tampoc va tenir fills. Val a dir que al cap de poc va ser assassinat per Ot de Montcada, net de Llorenç, probablement com a venjança pel que considerava una usurpació del patrimoni familiar. Va morir al castell d'Aitona el 23 de juny de 1485.